# 술트리트 파이터
《술트리트 파이터》는 JTBC와 유튜브에서 송출되고 있는 대한민국의 웹예능이다. 스튜디오 훜에서 제작하고, 김희철이 출연·진행한다. 2021년 10월 28일과 11월 4일 티저 및 예고편이 공개되었으며, 11월 11일 1화가 공개되었다.

## 시놉시스
음주대스타 김희철의 알코올 정복 버라이어티 '술트리트 파이터'

## 에피소드 목록
다음은 《술트리트 파이터》의 역대 에피소드 일람이다.

### 시즌 1
2021년 11월 11일부터 2022년 3월 31일까지 진행된 시즌이다.
| 회차 | 방영일           | 제목                                                                                          | 게스트                 | 주종                           |
| ---- | ---------------- | --------------------------------------------------------------------------------------------- | ---------------------- | ------------------------------ |
| 예고 | 2021년 10월 28일 | [LIVE] 211028 체리단! 나 안 취했어~ 안 미쳤어~ #김희철 #음주라방 ?!                           |                        |                                |
| 예고 | 2021년 11월 4일  | 🔥 비현실적 주량🔥 김희철의 황금비율(?) 폭탄주 제조 현장 공개                                 |                        |                                |
| 1    | 2021년 11월 11일 | 다음 게스트 BTS 슈가 확정?!😮 한잔 당 백만 원짜리 와인 희철이랑 같이 드쉴?                    |                        |                                |
| 2    | 2021년 11월 18일 | 첫 게스트부터 레전드 주당 전진... 이거 맞아? 맥주 쪼랩 희철 멘탈 광야행💫                     | 전진                   | 맥주                           |
| 3    | 2021년 11월 25일 | 술트파 소굴에 술도녀의 등장이라... 재밌어지겠는데? 🤭 ※ 술배틀 현피현장 대공개 ※              | 정은지, 이선빈         | 소맥                           |
| 4    | 2021년 12월 2일  | 술도녀 텐션, 어디까지 올↗라↗가↗는↗거↗예↗요?!                                                  | 정은지, 이선빈         | 소맥                           |
| 5    | 2021년 12월 9일  | 구남친 미쓰라와 10년만의 술자리...그 땐 우린 모두 미쳤었ㄷr...☆ #환술연애                     | 미쓰라진               | 고량주+맥주                    |
| 6    | 2021년 12월 16일 | [단독] 예린♥희철, 환장의 커플 탄생? ...은 무슨 안싸우면 다행이야ㅠ                            | 예린                   | 보드카 칵테일                  |
| 7    | 2021년 12월 23일 | 소곱창집에서 37인분...청하는 몇병? 히밥으로 하루 매출 SSAP가능. 당연함 히밥임                 | 히밥                   | 청하                           |
| 8    | 2021년 12월 30일 | "오빠 완전 내스타일!" 퀸와사비의 매운맛 고백에 멘탈 털린 희처리...ㅠ ※후끈한 연말파티 대공개※ | 퀸와사비               | 짐빔 하이볼                    |
| 9    | 2022년 1월 6일   | 춘삼파 브라더들과 소주 조지는 날! 하지만 조져지는건 언제나 희처리였따...⭐️                    | 오현민, 조나단         | 소주                           |
| 10   | 2022년 1월 13일  | 우린 가족이니까 하의탈의 정도는 괜찮잖아^^? ~Sexy Free & Single 해독타운으로 모십니다~        |                        |                                |
| 11   | 2022년 1월 20일  | [속보] 김희철VS지상렬, 술로 맞짱 뜸. 술쟁이들아 아무래도 내가 술로 지상렬 이긴 것 같다.       | 지상렬                 | 화요                           |
| 12   | 2022년 1월 27일  | 잘 봐, 드디어 언니들의 술자리다~ ※고막주의! 광대주의!※ 아무튼 엄청 웃길 예정                  | 효진초이, 피넛         | 칭따오                         |
| 미방 | 2022년 2월 3일   | '쇼다운'을 아십니까...? 김희철이 쏘아올린 쇼다운 공                                           | 효진초이, 피넛         | 칭따오                         |
| 13   | 2022년 2월 10일  | 원래 댄서들 술 먹을 때 이런가요?ㅠ 오늘도 미친 텐션에 고막이 남아나지 않을 예정;;;            | 효진초이, 피넛, 모아나 | 칭따오                         |
| 14   | 2022년 2월 17일  | ★귀헌영상★ 아이키&재재 술 먹으면 어떻게 되는지 보여드림! ~아찔한 플러팅 남발 현장 대공개~     | 아이키, 재재           | 복분자주, 빨간막걸리           |
| 15   | 2022년 2월 24일  | 아이돌, 댄서, PD 직업별 ★주사 대공개☆합니다                                                   | 아이키, 재재           | 복분자주, 빨간막걸리           |
| 16   | 2022년 3월 3일   | [특종] 슈주, 김희철 인성 폭로하다? 희처리 연습생 때 레전드 금쪽이었던 썰.txt                  | 신동, 최시원           | 위스키                         |
| 17   | 2022년 3월 10일  | 도른자들의 결혼식 전.격.공.개! 대체 SM은 슈주를 어떻게 키운거야...?                           | 신동, 최시원           | 위스키                         |
| 18   | 2022년 3월 17일  | 위너 曰 "술트파 뭐..돼?" 술로 시즌1 박살내러 온 위너에 제작진 초.비.상🚨                      | 강승윤, 김진우         | 수제맥주                       |
| 19   | 2022년 3월 24일  | 이 사람들 걍 취했는데요? 위스키 원샷 때리더니 루저가 되어버린 위너...                         | 강승윤, 김진우         | 위스키                         |
| 20   | 2022년 3월 31일  | 찐친 준하형과 시즌1 마지막을 초라.. 아니 화려하게 장식해봤습니다                              | 정준하                 | 해창 롤스로이스, 제주오메기 술 |

### 스페셜 ― 《술트리트어게인》
시즌 1 종료 이후 JTBC <싱어게인2> TOP3와 함께 진행된 스페셜편이다.
| 회차 | 방영일          | 제목                                                                                           | 게스트                     | 주종       |
| ---- | --------------- | ---------------------------------------------------------------------------------------------- | -------------------------- | ---------- |
| 1    | 2022년 4월 14일 | [반전매력포함] 노래만 잘하는 줄 알았는데 술도 잘마시는 띵가수 Top3 충격 ㅎㄷㄷ (특별출연/규현) | 김기태, 김소연, 윤성, 규현 | 테라, 진로 |
| 2    | 2022년 4월 15일 | ⭐소맥 12병⭐ 뿌시고 라이브까지 찢고간 TOP3... 술트파 너덜너덜..                               | 김기태, 김소연, 윤성, 규현 | 테라, 진로 |

### 시즌 2
2022년 6월 16일부터 2022년 11월 17일까지 진행된 시즌이다.
| 회차 | 방영일           | 제목                                                                                | 게스트                 | 주종        |
| ---- | ---------------- | ----------------------------------------------------------------------------------- | ---------------------- | ----------- |
| 1    | 2022년 6월 16일  | 왜요? 저희가 제작비 없어서 젝키 출연료도 못 줄 사람들로 보이나요?                   | 은지원, 장수원         | 소주        |
| 2    | 2022년 6월 23일  | 누가 요즘 술 마시면서 술부심 부리나요? 희철&젝키: 안녕하세요. '누' 입니다           | 은지원, 장수원         | 소주        |
| 3    | 2022년 6월 30일  | 풍자가 희쪽이 기강 잡으러 왔다면숴~♥ 근데 이제 제작진도 잡는... ㅎㄷㄷ              | 풍자                   | 사케        |
| 4    | 2022년 7월 7일   | 히밥+풍자 = 맥주 동내는 확신의 조합★ 맥주, 안주.. 그리고 희처리까지 조져 벌임       | 풍자, 히밥             | 수제 맥주   |
| 5    | 2022년 7월 14일  | 안 하는 게 죄는 아니잖아!? 9년 차 부부(X) 커플의 세계!                              | 엔조이커플             | 막걸리      |
| 6    | 2022년 7월 21일  | 우주 최초 술방 하는 에스파⭐ 이 정도 텐션이면 블랙맘바로 뱀술 담그기 쌉가능         | 에스파                 | 칵테일      |
| 7    | 2022년 7월 28일  | 일단 에스파가 나보다 술 잘 마시는 거 같음;;; 칵테일 1n잔... 이게 맞아?🥴            | 에스파                 | 칵테일      |
| 8    | 2022년 8월 4일   | ☆드디어 원소주 마십니다☆ MVP 크루와 함께 원소주로 맞짱 뜨러 온 제이팍!              | 박재범, MVP            | 원소주      |
| 9    | 2022년 8월 11일  | 이게 방송이야 회식이야😵‍💫 원소주 마시고 찐텐 나온 남정네들의 찐 술자리 대공개!       | 박재범, MVP            | 원소주      |
| 10   | 2022년 8월 18일  | 나이트에서 뽀대 男女 되는 법 알려준ㄷr...☆.avi (Feat. 쿨제이&배용남&이세리)         | 김해준, 이용주, 나보람 | 양주 (윈저) |
| 11   | 2022년 8월 25일  | 홀리뱅 선배들 술트파를 클럽으로 만들어버리셨다... 역시 최고의 댄서 HO!              | 허니제이, 제인, 로아   | 고량 토닉   |
| 12   | 2022년 9월 1일   | 오고 가는 폭로에 더욱 돈독해지는(?) 홀리뱅... 사이좋은 거 맞...죠?                  | 허니제이, 제인, 로아   | 고량 토닉   |
| 미방 | 2022년 9월 8일   | [추석맞이 하드털이] 분량 조절 실패해서 못담은 영상 이제 다 풉니다                   |                        |             |
| 13   | 2022년 9월 15일  | 얼굴 천재 로운, 주량도 천재적?! 술에 매우 진심이라 저희도 놀랐습니다...             | 로운                   | 화요        |
| 14   | 2022년 9월 22일  | 술트파 in 광야. ⭐H.O.T. 슈퍼주니어 EXO NCT 127⭐ SM 4대 술쟁이들 총출동-☆          | 강타, 시우민, 도영     | 소주        |
| 15   | 2022년 9월 29일  | SM 술쟁이 특) 취하면 미친 텐션+애교 많아짐. 그리고 집에 안 감ㅋ                     | 강타, 시우민, 도영     | 소주        |
| 16   | 2022년 10월 6일  | 청하의 표절 논란(?) 끝냈습니다. 청하의 스파클링 VS 별빛 청하 스파클링!              | 청하, 리안             | 별빛청하    |
| 17   | 2022년 10월 13일 | 또 제 발로 술트파에 찾아온 여돌! (여자)아이들과 하이볼 시~원하게 들이켰습니다       | (여자)아이들           | 하이볼      |
| 18   | 2022년 10월 20일 | 탈유교찐친그룹 ♨(여자)아이들♨ 서로 씹고 뜯고 맛보고 즐기는 이런 여돌 처음이야ㅎㄷㄷ | (여자)아이들           | 하이볼      |
| 19   | 2022년 10월 27일 | 자신이 없네요 질 자신이. ★지상렬&위너★ 주량도 술부심도 레전드 입니다                | 지상렬, 강승윤, 김진우 | 새로        |
| 20   | 2022년 11월 10일 | 맞아요. 우리는 주당이 아니라, 술을 좋아하는 꼬알라 아티스트예요.                    | 지상렬, 강승윤, 김진우 | 새로        |
| 21   | 2022년 11월 17일 | 드디어 ★원조 주당 성시경★과 1300만 원대 와인 깠습니다.                              | 성시경                 | 와인        |

## 같이 보기
- 김희철
- JTBC